# Notoxus trifasciatus
Notoxus trifasciatus är en skalbaggsart som beskrevs av Rossi 1792. Notoxus trifasciatus ingår i släktet Notoxus, och familjen kvickbaggar. Arten har ej påträffats i Sverige.